# Liste der Kulturdenkmale in Leck (Nordfriesland)
In der Liste der Kulturdenkmale in Leck sind alle Kulturdenkmale der schleswig-holsteinischen Gemeinde Leck (Kreis Nordfriesland) und ihrer Ortsteile aufgelistet (Stand: 10. März 2025).

## Legende
In den Spalten befinden sich folgende Informationen:
- Objekt-ID: die Nummer des Kulturdenkmales
- Lage: die Adresse des Kulturdenkmales und die geographischen Koordinaten. Kartenansicht, um Koordinaten zu setzen. In der Kartenansicht sind Kulturdenkmale ohne Koordinaten mit einem roten Marker dargestellt und können in der Karte gesetzt werden. Kulturdenkmale ohne Bild sind mit einem blauen Marker gekennzeichnet, Kulturdenkmale mit Bild mit einem grünen Marker.
- Offizielle Bezeichnung: Bezeichnung des Kulturdenkmales
- Beschreibung: die Beschreibung des Kulturdenkmales
- Bild: ein Bild des Kulturdenkmales

## Sachgesamtheiten
| Objekt-ID      | Lage                                                     | Offizielle Bezeichnung | Beschreibung | Bild                             |
| -------------- | -------------------------------------------------------- | ---------------------- | --- | -------------------------------- |
| 40628 Wikidata | Hauptstraße, Süderstraße 6 (54° 46′ 19″ N, 8° 58′ 21″ O) | Kirche St. Willehad    | Aktualisierung vorgesehen - Begründung: geschichtlich, künstlerisch, städtebaulich, Kulturlandschaft prägend - Schutzumfang: Kirche St. Willehad mit Ausstattung, Kirchhof, Grabmale bis 1870, Einfriedung (Feldsteinmauer und Gitterzaun), Kirchhofspforten (Hauptstraße); Pastorat von 1831 (Süderstraße 6) | weitere Fotos \| Fotos hochladen |

## Mehrheit von baulichen Anlagen
| Objekt-ID | Lage                                              | Offizielle Bezeichnung        | Beschreibung | Bild |
| --------- | ------------------------------------------------- | ----------------------------- | --- | ---- |
| 52346     | Eesackerstraße 3, 5 (54° 46′ 31″ N, 8° 58′ 21″ O) | Wohnhäuser Eesackerstraße 3-5 | Wohnhäuser Eesackerstraße 3-5; 1930er; Gruppe von zwei Backsteinwohnhäusern der Heimatschutzarchitektur, Mauerwerk im Zierversatz, weiß akzentuierte Sprossenfenster - Begründung: geschichtlich, städtebaulich - Schutzumfang: Wohnhäuser Eesackerstraße 3, 5 | BW   |

## Bauliche Anlagen
| Objekt-ID      | Lage                                                 | Offizielle Bezeichnung              | Beschreibung | Bild                             |
| -------------- | ---------------------------------------------------- | ----------------------------------- | --- | -------------------------------- |
| 5767 Wikidata  | Alleestraße 32 (54° 46′ 33″ N, 8° 57′ 59″ O)         | Bauernhaus                          | Alteintragung (Aktualisierung vorgesehen) - Begründung: wissenschaftlich, städtebaulich - Schutzumfang: gesamtes Objekt - Denkmaltyp: Bauliche Anlage | weitere Fotos \| Fotos hochladen |
| 46183          | Anackerstraße 10 (54° 46′ 25″ N, 8° 58′ 38″ O)       | Wohnhaus                            | Wohnhaus; 2. Viertel/Mitte 20. Jh.; eingeschossiges, giebelständiges Backsteinwohnhaus der Heimatschutzarchitektur, Satteldach, Backsteinfries am Ortgang sowie Standerker und seitlicher Eingangsrisalit - Begründung: geschichtlich, städtebaulich - Schutzumfang: gesamtes Objekt - Denkmaltyp: Bauliche Anlage | BW                               |
| 52387          | Bahnhofstraße 1 (54° 46′ 23″ N, 8° 58′ 24″ O)        | Wohn- und Geschäftshaus             | Wohn- und Geschäftshaus; ca. 1920er; zweigeschossiges Eckgebäude aus Backstein mit Mansarddach, Fassade mit Stegrustika und Zierkonsolen, im EG große Schaufenster, im OG kleinere scheitrechte Fenster, Ladeneingang an der Westseite, Hauseingang unter Flugdach mit bauzeitlicher Tür an der Ostseite - Begründung: geschichtlich, städtebaulich - Schutzumfang: gesamtes Objekt - Denkmaltyp: Bauliche Anlage              | BW                               |
| 46184          | Bahnhofstraße (54° 46′ 31″ N, 8° 58′ 28″ O)          | Transformatorenhaus                 | Transformatorenhaus; ca. 1927; Turmstation aus rotem Backstein, Mauerwerk mit Backsteingesimsen, Zeltdach mit Kronendeckung - Begründung: geschichtlich, städtebaulich, technisch - Schutzumfang: gesamtes Objekt - Denkmaltyp: Bauliche Anlage | BW                               |
| 3361 Wikidata  | Bergstraße 27 (54° 46′ 18″ N, 8° 58′ 48″ O)          | Wohnhaus                            | Alteintragung (Aktualisierung vorgesehen) - Begründung: Alteintragung (Aktualisierung vorgesehen) - Schutzumfang: Alteintragung (Aktualisierung vorgesehen) - Denkmaltyp: Bauliche Anlage | Fotos hochladen                  |
| 3366 Wikidata  | Bergstraße 29 (54° 46′ 18″ N, 8° 58′ 47″ O)          | Wohnhaus                            | Alteintragung (Aktualisierung vorgesehen) - Begründung: Alteintragung (Aktualisierung vorgesehen) - Schutzumfang: Alteintragung (Aktualisierung vorgesehen) - Denkmaltyp: Bauliche Anlage | Fotos hochladen                  |
| 3367 Wikidata  | Bergstraße 31 (54° 46′ 18″ N, 8° 58′ 49″ O)          | Wohnhaus                            | Alteintragung (Aktualisierung vorgesehen) - Begründung: Alteintragung (Aktualisierung vorgesehen) - Schutzumfang: Alteintragung (Aktualisierung vorgesehen) - Denkmaltyp: Bauliche Anlage | Fotos hochladen                  |
| 3368 Wikidata  | Bergstraße 33 (54° 46′ 18″ N, 8° 58′ 50″ O)          | Wohnhaus                            | Alteintragung (Aktualisierung vorgesehen) - Begründung: Alteintragung (Aktualisierung vorgesehen) - Schutzumfang: Alteintragung (Aktualisierung vorgesehen) - Denkmaltyp: Bauliche Anlage | Fotos hochladen                  |
| 3369 Wikidata  | Bergstraße 35 (54° 46′ 18″ N, 8° 58′ 50″ O)          | Wohnhaus                            | Alteintragung (Aktualisierung vorgesehen) - Begründung: Alteintragung (Aktualisierung vorgesehen) - Schutzumfang: Alteintragung (Aktualisierung vorgesehen) - Denkmaltyp: Bauliche Anlage | Fotos hochladen                  |
| 3370 Wikidata  | Bergstraße 37 (54° 46′ 18″ N, 8° 58′ 51″ O)          | Wohnhaus                            | Alteintragung (Aktualisierung vorgesehen) - Begründung: Alteintragung (Aktualisierung vorgesehen) - Schutzumfang: Alteintragung (Aktualisierung vorgesehen) - Denkmaltyp: Bauliche Anlage | Fotos hochladen                  |
| 5786           | Dorfstraße 233 (54° 45′ 14″ N, 8° 56′ 3″ O)          | Uthländisches Haus                  | Uthländisches Haus; wohl 2. H. 19. Jh.; eingeschossiges, traufständiges, ehem. Wohn- und Wirtschaftsgebäude aus Backstein unter reetgedecktem Schopfwalmdach, mittiges Zwerchhaus über dem Eingang - Begründung: geschichtlich, Kulturlandschaft prägend - Schutzumfang: gesamtes Objekt - Denkmaltyp: Bauliche Anlage | BW                               |
| 5773           | Eesackerstraße 3 (54° 46′ 31″ N, 8° 58′ 22″ O)       | Wohnhaus                            | Wohnhaus; 1936, Architekt Ströh; zweigeschossiger, breitgelagerter Backsteinbau mit Rustizierungen unter geschwungenem Walmdach, im Erdgeschoss auskragende, weiß abgesetzte Eckfenster mit Ziersäulen - Begründung: geschichtlich, städtebaulich - Schutzumfang: gesamtes Objekt - Denkmaltyp: Bauliche Anlage, Mehrheit von baulichen Anlagen: Wohnhäuser Eesackerstraße 3-5                                                 | BW                               |
| 5774 Wikidata  | Eesacker Straße 7 (54° 46′ 32″ N, 8° 58′ 18″ O)      | Alte Schule (Waldorfkindergarten)   | Alteintragung (Aktualisierung vorgesehen) - Begründung: geschichtlich, künstlerisch - Schutzumfang: gesamtes Objekt - Denkmaltyp: Bauliche Anlage | Fotos hochladen                  |
| 8996 Wikidata  | Eesacker Straße 11a (54° 46′ 31″ N, 8° 58′ 14″ O)    | Finanzamt                           | Alteintragung (Aktualisierung vorgesehen) - Begründung: geschichtlich, künstlerisch, städtebaulich - Schutzumfang: gesamtes Objekt - Denkmaltyp: Bauliche Anlage | Fotos hochladen                  |
| 5775           | Flensburger Straße 18 (54° 46′ 1″ N, 8° 58′ 43″ O)   | ehem. Heimvolkshochschule           | ehem. Heimvolkshochschule; 1923/54/65; mehrflügelige Anlage aus eingeschossigen Backsteinbauten unter pfannengedeckten Satteldächern, Mauerwerk mit Friesen und Zierrustika, Mittelachsen teilweise durch Zwerchhäuser betont, jüngerer Erweiterungsbau mit Glaspavillon; begrünte Freifläche - Begründung: geschichtlich, städtebaulich - Schutzumfang: ehem. Heimvolkshochschule, Außenanlagen - Denkmaltyp: Bauliche Anlage | BW                               |
| 3301 Wikidata  | Flensburger Straße 121 (54° 45′ 13″ N, 8° 59′ 41″ O) | Geesthardenhaus                     | Alteintragung (Aktualisierung vorgesehen) - Begründung: Alteintragung (Aktualisierung vorgesehen) - Schutzumfang: Alteintragung (Aktualisierung vorgesehen) - Denkmaltyp: Bauliche Anlage | Fotos hochladen                  |
| 37789 Wikidata | Hauptstraße 20 a (54° 46′ 20″ N, 8° 58′ 24″ O)       | Ladenpavillon                       | Ladenpavillon, am Kirchenvorplatz liegender, eingeschossiger Ziegelbau mit auskragendem Walmdach und großen Schaufenstern, in Formen der Nachkriegsmoderne, um 1960 - Begründung: geschichtlich, städtebaulich - Schutzumfang: gesamtes Objekt - Denkmaltyp: Bauliche Anlage | Fotos hochladen                  |
| 46199          | Hauptstraße 24 (54° 46′ 21″ N, 8° 58′ 16″ O)         | Wohn- und Geschäftshaus             | Wohn- und Geschäftshaus; um 1900; zweigeschossiges Eckgebäude mit Putz- und Backsteinfassade unter schiefergedecktem Walmdach, überhöhter Eckrisalit mit turmhelmartiger Dachbildung, barockisierende Gauben - Begründung: geschichtlich, städtebaulich - Schutzumfang: gesamtes Objekt - Denkmaltyp: Bauliche Anlage | BW                               |
| 5776           | Hauptstraße 53 (54° 46′ 23″ N, 8° 58′ 15″ O)         | Altes Rathaus                       | Altes Rathaus; 1925; zweigeschossiger, traufständiger Backsteinbau unter Walmdach, symmetrische Straßenfront mit gerahmtem Rundbogenportal, große barockisierende Blechgaube - Begründung: geschichtlich, städtebaulich - Schutzumfang: gesamtes Objekt - Denkmaltyp: Bauliche Anlage | BW                               |
| 4094 Wikidata  | Hauptstraße (54° 46′ 19″ N, 8° 58′ 21″ O)            | Kirche St. Willehad mit Ausstattung | Die evangelische Kirche wurde um 1299 erbaut. Die heutige Kirche besitzt noch Seitenwände der alten Kirche. Im Inneren befindet sich ein Schnitzaltar aus dem Jahr 1530. Alteintragung (Aktualisierung vorgesehen) - Begründung: geschichtlich, künstlerisch, städtebaulich - Schutzumfang: gesamtes Objekt - Denkmaltyp: Bauliche Anlage, Sachgesamtheit: Kirche St. Willehad                                                 | weitere Fotos \| Fotos hochladen |
| 5768           | Ladestraße 2 (54° 46′ 34″ N, 8° 58′ 32″ O)           | ehem. Bahnhof                       | ehem. Bahnhof; 1889; zweigeschossiges Empfangsgebäude unter auskragendem, flachgeneigten Teerpappendach und zwei eingeschossigen Nebengebäuden unter Satteldächern an der Westseite, die Fassaden aus gelbem Backstein mit roter Backsteinziergliederung - Begründung: geschichtlich, städtebaulich, technisch - Schutzumfang: gesamtes Objekt - Denkmaltyp: Bauliche Anlage                                                   | BW                               |
| 3371 Wikidata  | Markt 1 (54° 46′ 19″ N, 8° 58′ 26″ O)                | Alte Apotheke                       | Alteintragung (Aktualisierung vorgesehen) - Begründung: Alteintragung (Aktualisierung vorgesehen) - Schutzumfang: Alteintragung (Aktualisierung vorgesehen) - Denkmaltyp: Bauliche Anlage | Fotos hochladen                  |

## Gründenkmale
| Objekt-ID      | Lage                                      | Offizielle Bezeichnung | Beschreibung | Bild            |
| -------------- | ----------------------------------------- | ---------------------- | --- | --------------- |
| 19289 Wikidata | Hauptstraße (54° 46′ 19″ N, 8° 58′ 21″ O) | Kirchhof               | Alteintragung (Aktualisierung vorgesehen) - Begründung: geschichtlich, Kulturlandschaft prägend - Schutzumfang: Kirchhof, Grabmale bis 1870, Einfriedung (Feldsteinmauer und Gitterzaun), Kirchhofspforten - Denkmaltyp: Gründenkmal, Sachgesamtheit: Kirche St. Willehad | Fotos hochladen |

## Quelle
- Liste der Kulturdenkmale in Schleswig-Holstein – Kreis Nordfriesland (PDF)

- Karte mit allen Koordinaten:
- OSM |
- WikiMap